# Spaceworthiness

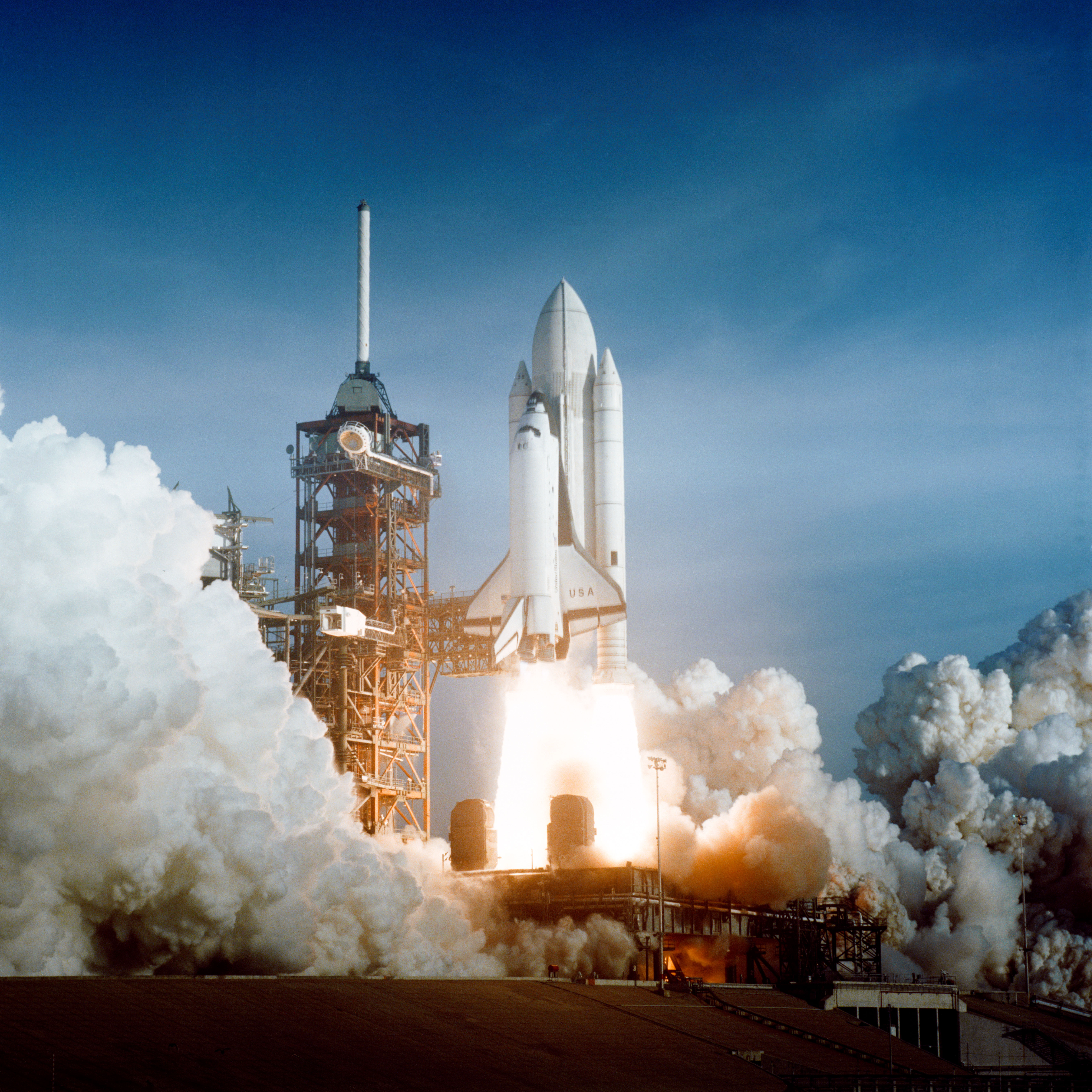
Missão inaugural STS-1 do Ônibus Espacial Columbia, lançado em 12/04/1981, retornando dois dias depois.

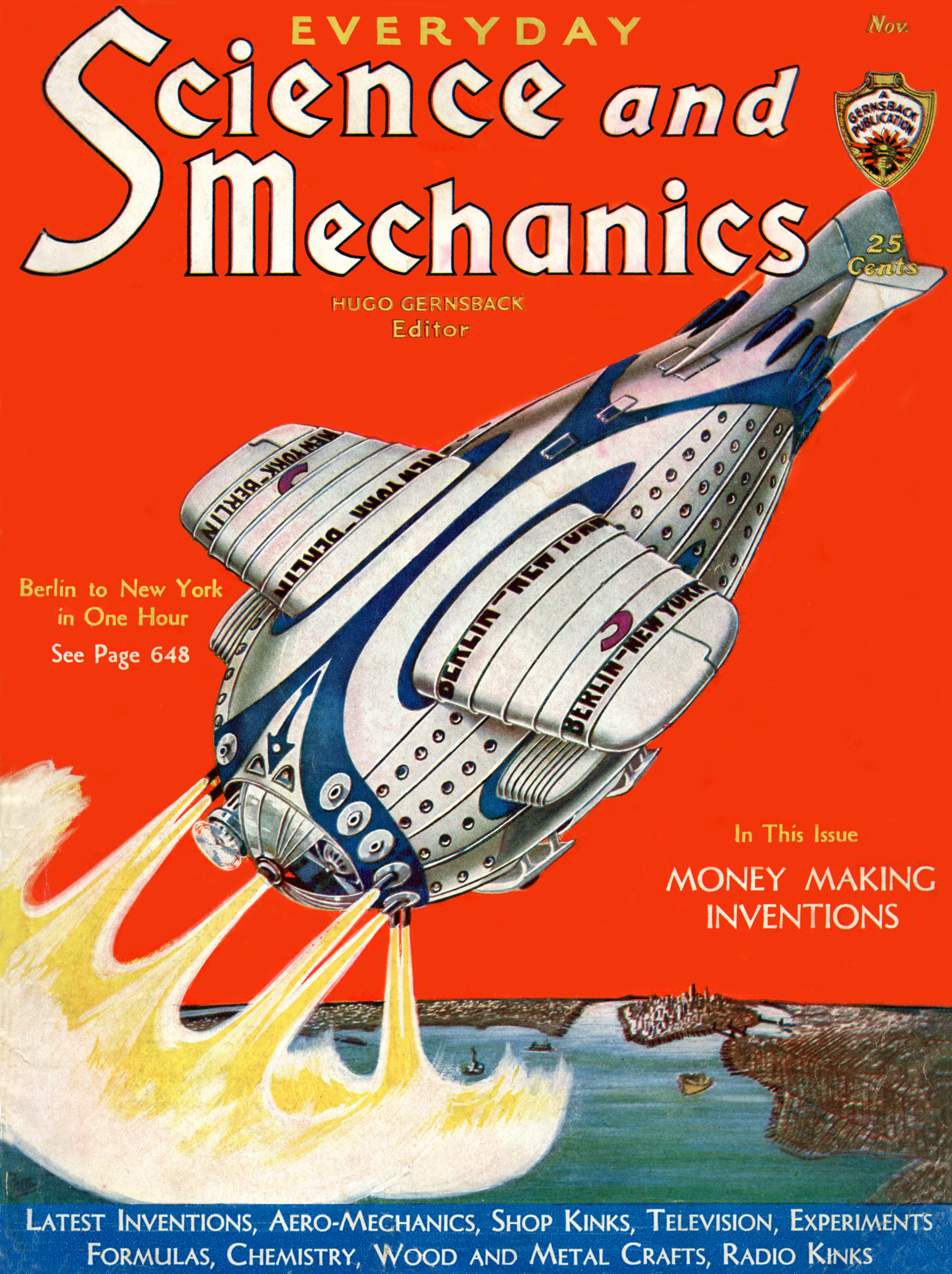
Espaçonave proposta no artigo "Berlin to New York in less than One Hour!" ("De Berlim a Nova Iorque em menos de uma hora!") escrito por Hugo Gernsback e ilustrado por Frank R. Paul na edição de Novembro de 1931 da revista "Everyday Science and Mechanics" ("Ciência e Mecânica Cotidiana" - Volume 2, Número 12). Segundo o artigo, esta espaçonave alcançaria uma altitude de 700 milhas em sua viagem de uma hora de Berlim a Nova Iorque.

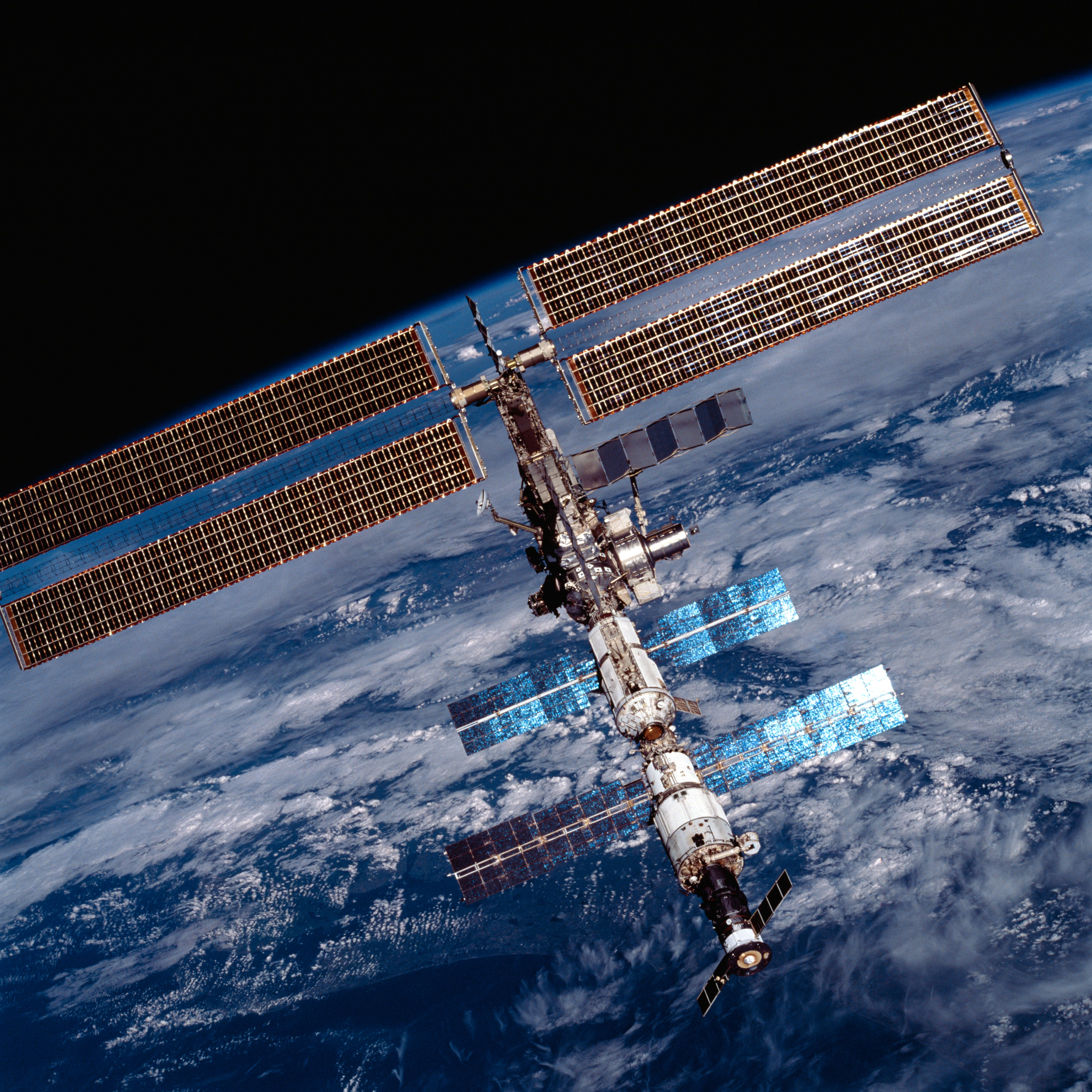
Estação Espacial Internacional (ISS) em órbita da Terra.

Spaceworthiness (tradução literal: "espaçonavegabilidade" ou "aeroespaçonavegabilidade", "navegabilidade espacial" ou "navegabilidade aeroespacial"), é, por extensão dos conceitos de navegabilidade, referente a barcos e navios, e de aeronavegabilidade, referente a aeronaves, a propriedade, ou capacidade de uma espaçonave realizar um voo seguro, ou navegar com segurança no espaço sideral. Pode significar também, em um sentido mais amplo, a capacidade de uma região do espaço sideral ser livremente navegável por espaçonaves, sem obstáculos ou restrições intransponíveis.
À semelhança da aeronavegabilidade, essa característica de uma espaçonave depende de, ao menos, três componentes básicos:
- a certificação do projeto da espaçonave, que engloba atividades de avaliação de engenharia, simulações, testes em laboratório e com protótipos, e voos experimentais[8][9];
- a certificação da fabricação, em que se procura assegurar que a espaçonave sai da montagem em conformidade com o projeto certificado;
- a manutenção da espaçonave, após sua fabricação, antes e durante cada missão de voo.

A espaçonavegabilidade deve ser continuamente mantida através de um programa de manutenção periódica, preventiva ou preditiva, e/ou com o auxílio de um sistema de análise, diagnóstico e gerenciamento da "saúde" e confiabilidade da espaçonave.

## A espaçonavegabilidade em casos reais

Visão conceitual artística da sonda Cassini-Huygens em manobra de inserção na órbita de Saturno, pouco após o disparo do motor principal.

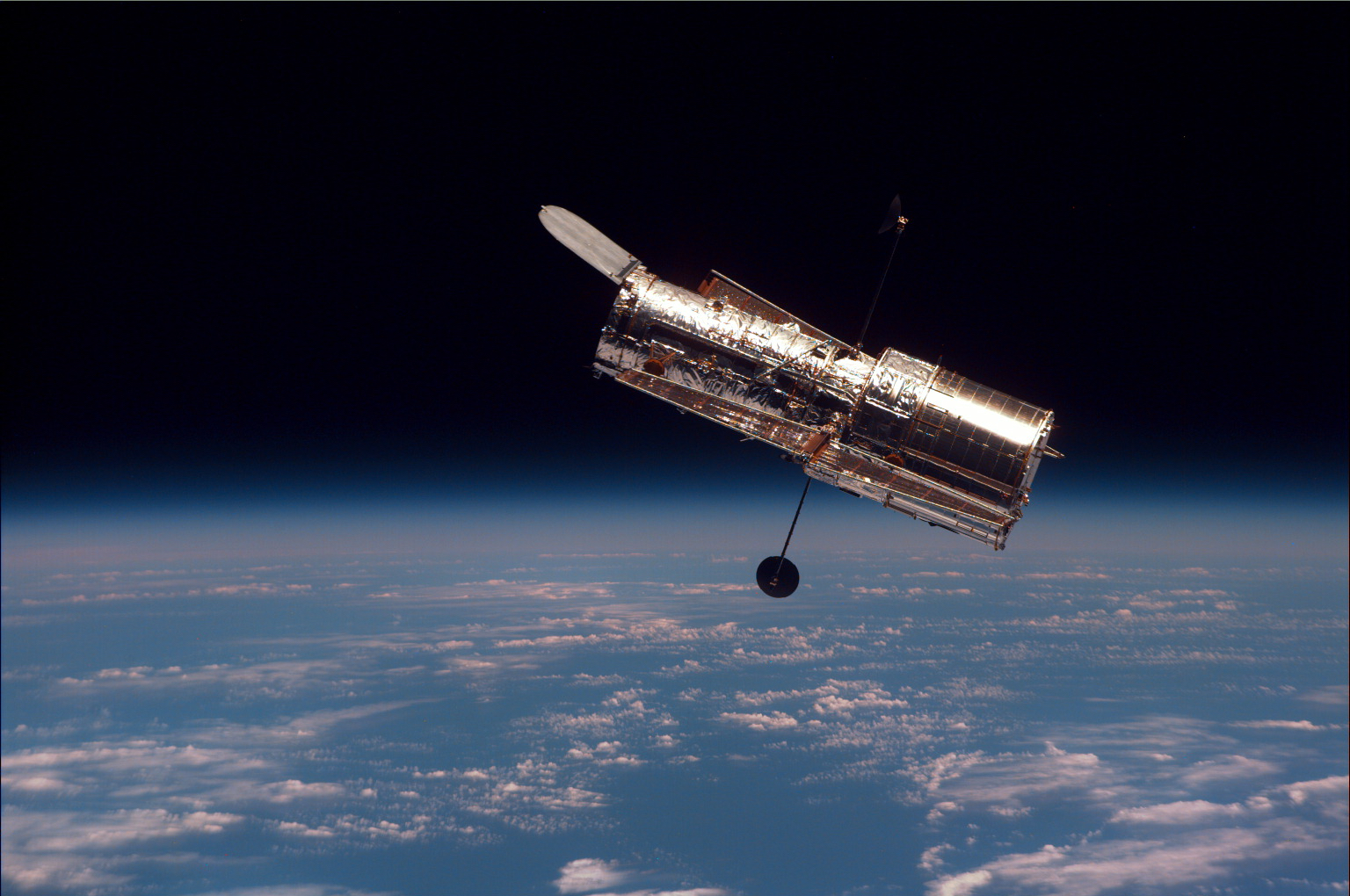
O Telescópio Espacial Hubble (HST) inicia sua separação do Ônibus Espacial (missão STS-82, fevereiro de 1997).

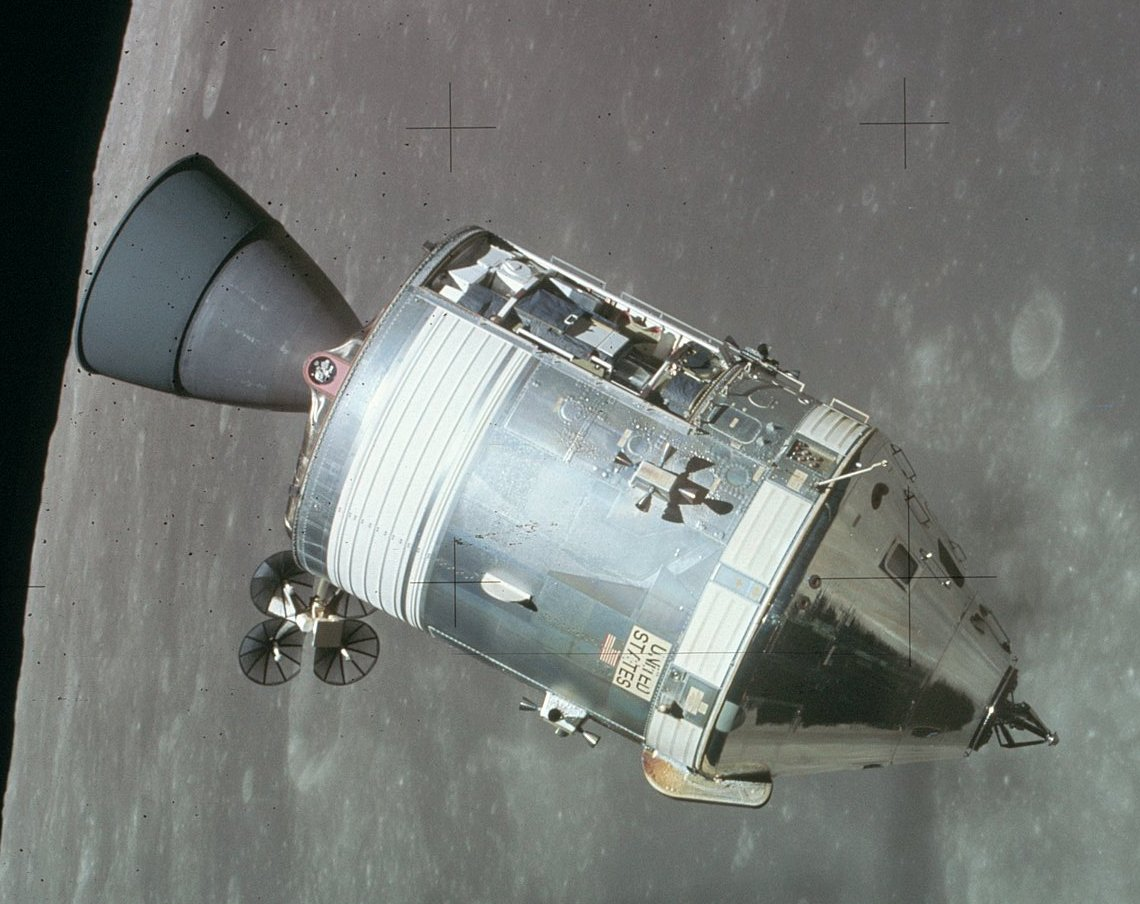
Módulo de Serviço Apollo 15 visto do Módulo Lunar Apollo.

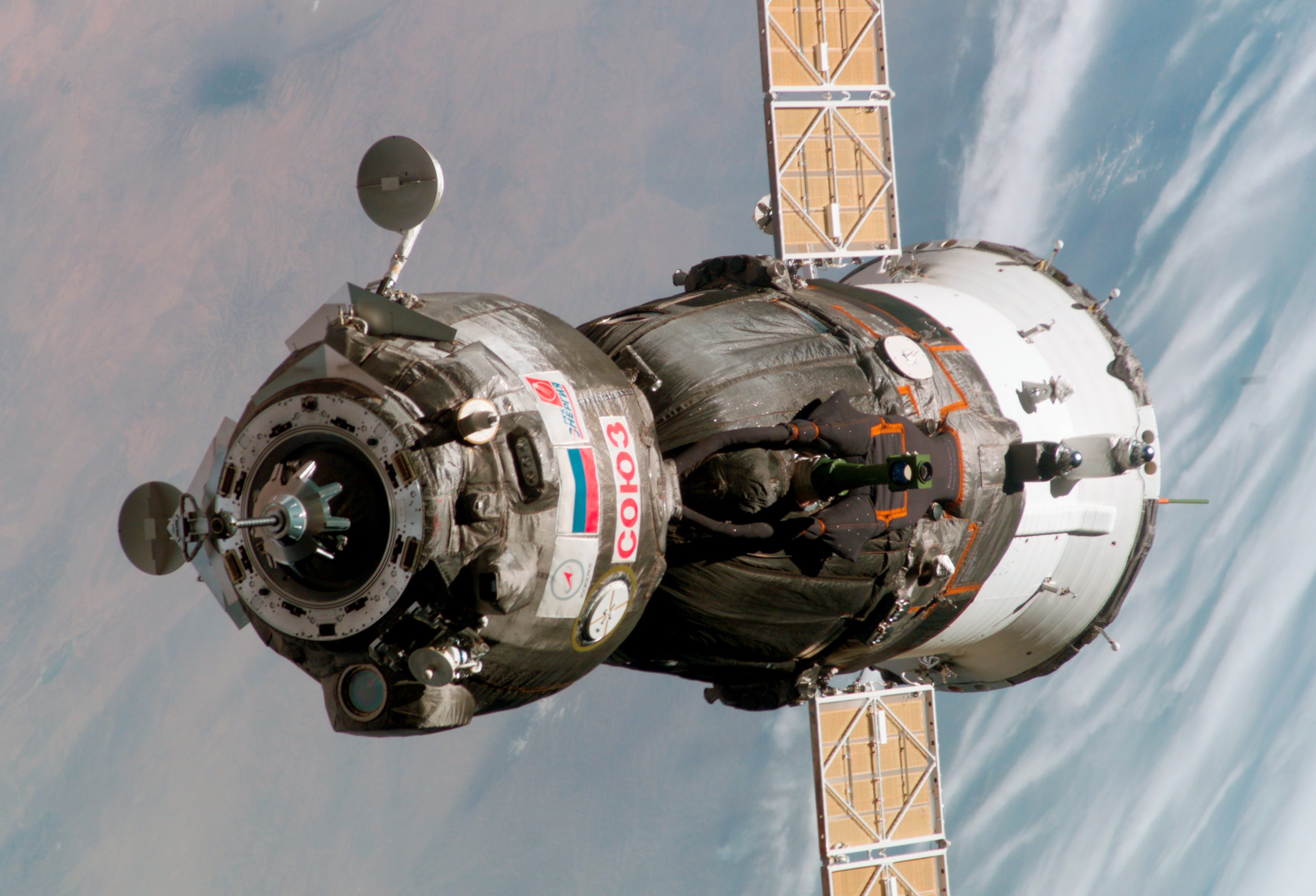
Imagem da espaçonave Soyuz TMA-6 aproximando-se da Estação Espacial Internacional (ISS).